# 대산면 (창원시)
대산면(大山面)은 대한민국 경상남도 창원시 의창구의 면이다. 밀양시, 김해시와 접해 있으며, 국도 제25호선이 관통하는 교통의 요충지이다. 주요 산업은 농업으로 면 전체의 70%가 농지이다.

## 연혁
대산면은 조선 시대에 김해군에 속해 있었는데, 1906년에 창원부에 편입되었다.
1910년 창원부가 마산부로 개칭되었다가, 1914년에 부군면 통폐합으로 동면의 옥정리, 노촌리의 일부와 김해군 이북면 가동리 일부를 병합하여 '창원군 대산면'이 되었다.(8개리 관할)
1995년에 시·군 통합으로 창원시 대산면이 되었다.

## 법정리
- 가술리(加述里)
- 갈전리(葛田里)
- 대방리(大舫里)
- 모산리(牟山里)
- 북부리(北部里)
- 우암리(牛岩里)
- 유등리(柳等里)
- 일동리(一洞里)
- 제동리(濟洞里)

## 교육
- 일동초등학교
- 신등초등학교
- 우암초등학교
- 대산초등학교
- 창원대산중학교
- 창원대산고등학교